# Nyssaceae
Nyssaceae is een botanische naam, voor een familie van tweezaadlobbige planten. Een familie onder deze naam wordt vrij algemeen erkend door systemen van plantentaxonomie. Het APG-systeem (1998) en het APG II-systeem (2003) bieden de mogelijkheid de familie te erkennen (optioneel): de planten mogen in plaats daarvan ook ingedeeld worden in de kornoeljefamilie (Cornaceae).
Het gaat om een kleine familie met één tot twee dozijn soorten.
Heel anders was de plaatsing in het Wettstein-systeem (1935), namelijk in de orde Myrtales.